# Brembate di Sopra
Brembate di Sopra é uma comuna italiana da região da Lombardia, província de Bérgamo, com cerca de 7.100 habitantes. Estende-se por uma área de 4 km², tendo uma densidade populacional de 1684 hab/km². Faz fronteira com Almenno San Bartolomeo, Barzana, Mapello, Ponte San Pietro, Valbrembo.

## Demografia
| Variação demográfica do município entre 1861 e 2011                               |
|                                                                                   |
| Fonte: Istituto Nazionale di Statistica (ISTAT) - Elaboração gráfica da Wikipedia |